# 小行星4684
小行星4684（4684 Bendjoya）是一颗绕太阳运转的小行星，为主小行星带小行星。该小行星于1978年4月10日发现。

## 轨道参数
小行星4684的轨道半长轴为2.3975239 UA，离心率为0.111。